# 9971 Ishihara
9971 Ishihara eller 1993 HS är en asteroid i huvudbältet som upptäcktes den 16 april 1993 av de båda japanska astronomerna Kazuro Watanabe och Kin Endate vid Kitami-observatoriet. Den är uppkallad efter Takahiro Ishihara.
Asteroiden har en diameter på ungefär 5 kilometer.